# Welcome Air
Welcome Air tên đầy đủ là Welcome Air Luftfahrt (mã IATA = 2W, mã ICAO = WLC) là hãng hàng không của Áo, trụ sở ở Innsbruck. Hãng có căn cứ ở Sân bay Innsbruck.

## Lịch sử
Welcome Air được thành lập vào tháng 5 năm 2000. Hãng có các tuyến bay thường xuyên từ Áo tới Đức, Na Uy và Thụy Điển. Về mùa hè hãng có các chuyến bay thuê bao tới Pháp, Ý và về mùa đông tới Hà Lan, Bỉ.

## Các nơi đến
- Áo

- Graz
- Innsbruck

- Đức

- Hanover

- Na Uy

- Kristiansand
- Stavanger

- Thụy Điển

- Göteborg

Tuyến bay thuê bao mùa hè:
- Pháp

- Nice

- Ý

- Alghero
- Olbia

Tuyến bay thuê bao mùa đông:
- Bỉ

- Antwerp

- Hà Lan

- Rotterdam

## Đội máy bay
(Tháng 2/2008):
- 2 Dornier 328-110
- 1 Dornier 328Jet